# Rima Hadley
La rima Hadley es una grieta sinuosa de la Luna. Lleva el nombre del cercano Mons Hadley, montaña de 4600 m de altitud. Su nombre procede del matemático y astrónomo inglés John Hadley. La rima está situada en el borde oriental de Palus Putredinis, al pie de los Montes Apenninus.
La grieta tiene una longitud de 120 km de largo, una anchura de 2 km, y una profundidad de 300 m, presentando sus paredes una inclinación de 45°. En el extremo norte presenta un codo de 90°, para luego, tras dirigirse al suroeste, bordear el cráter Hadley C en su tramo central,  y después proseguir en dirección suroeste. Su origen probablemente sea un antiguo túnel de circulación de lava, cuya bóveda se habría hundido con el tiempo.
|  |

En 1971 alunizó en sus inmediaciones el Apolo 15, llegando los astronautas con el Rover lunar hasta el borde de la grieta, donde instalaron una estación científica llamada ALSEP.

## Cráteres próximos
Cerca de esta rima se localizan cuatro pequeños cráteres, cuyos nombres asignados por la UAI se muestran en la siguiente tabla:
| Cráter | Coordenadas                | Diámetro  | Origen del nombre         |
| ------ | -------------------------- | --------- | ------------------------- |
| Béla   | 24°42′N 2°18′E / 24.7, 2.3 | 11 × 2 km | Nombre masculino húngaro  |
| Carlos | 24°54′N 2°18′E / 24.9, 2.3 | 4 km      | Nombre masculino español  |
| Jomo   | 24°24′N 2°24′E / 24.4, 2.4 | 7 km      | Nombre masculino africano |
| Taizo  | 24°42′N 2°12′E / 24.7, 2.2 | 6 km      | Nombre masculino japonés  |